# NGC 6043
NGC 6043 ist eine 14,4 mag helle Linsenförmige Galaxie vom Hubble-Typ S0 im Sternbild Herkules am Nordsternhimmel. Sie ist schätzungsweise 445 Millionen Lichtjahre von der Milchstraße entfernt und hat einen Durchmesser von rund 95.000 Lichtjahren. Sie gehört zum Herkules-Superhaufen und bildet gemeinsam mit dem Nicht-NGC-Objekt PGC 1541265 (auch NGC 6043B) eine gravitativ gebundene Doppelgalaxie.
Im selben Himmelsareal befinden sich u. a. die Galaxien NGC 6045, NGC 6047, IC 1172, IC 1179.
Das Objekt wurde  am 27. Juni 1886 vom US-amerikanischen Astronomen Lewis A. Swift entdeckt.